# Ankachutjan Hraparak

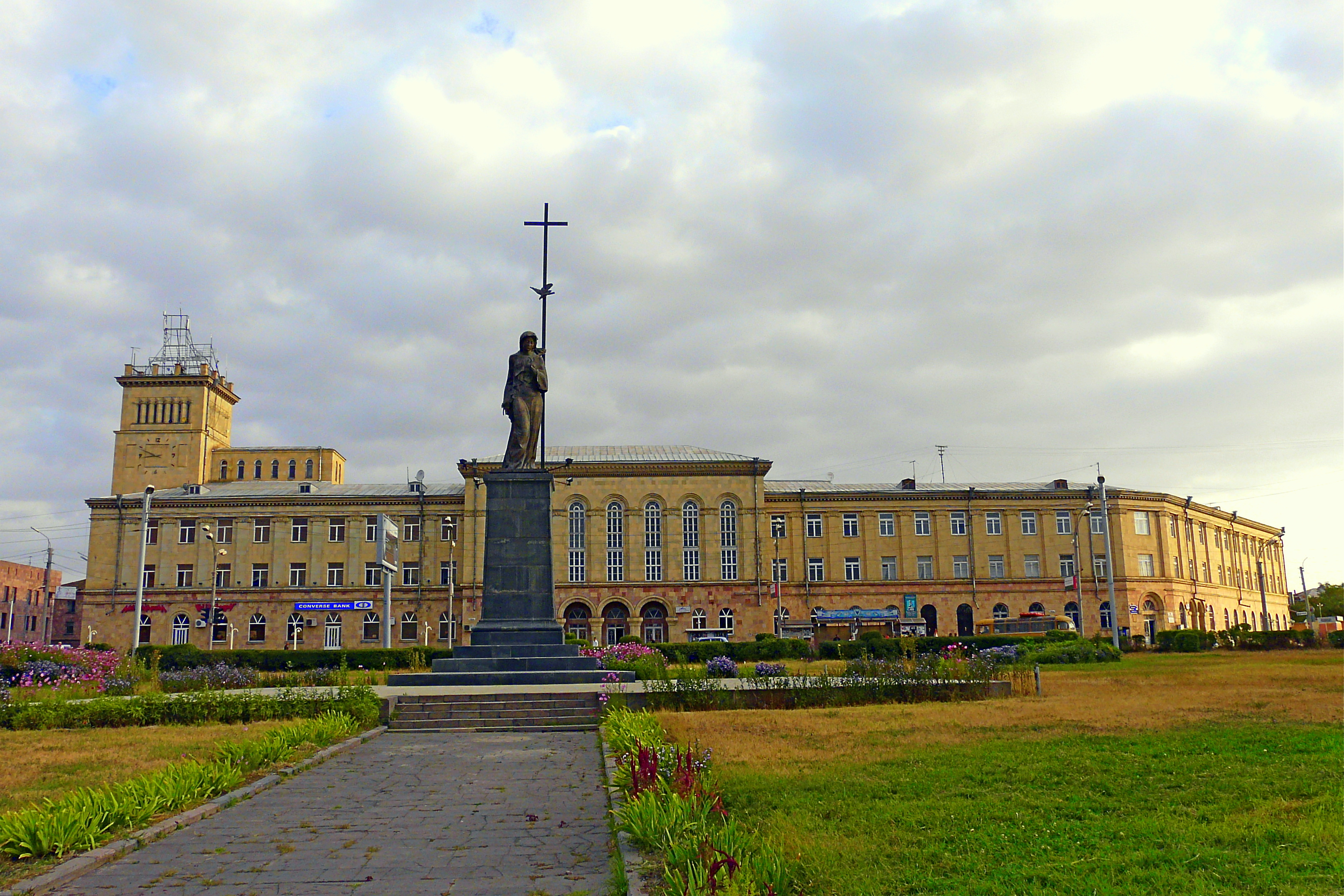
Die Statue des „Armenischen Mädchens“ im Zentrum des Ankachutjan Hraparak; im Hintergrund die ehemalige Textilfabrik.

Ankachutjan Hraparak, dt. Platz der Unabhängigkeit (armenisch Անկախության Հրապարակ Ankakhutyan Hraparak), ist ein großer Platz im Zentrum von Gjumri, Armenien. Es ist der zweitgrößte Platz in der Stadt nach dem Wardananz-Park. Der Platz wird von den Straßen Khrimian Hayrik, Garegin Nzhdeh, Alex Manoogian, Sayat Nova-Avenue und Tigranes der Große-Avenue gegliedert. Er umfasst 125 × 125 Meter (15.625 m²) und wurde in den 1940ern, nach dem Zweiten Weltkrieg geschaffen.
Der Ankachutjan Hraparak hieß während der Sowjet-Zeit ursprünglich Lenin-Platz. Durch das Erdbeben von Spitak 1988 erlitt er schwere Schäden. Mit der Unabhängigkeit von Armenien 1991 wurde er umbenannt.
Der Platz wird geprägt durch einen großen Park mit der Statue des Armenischen Mädchens, die ein Kreuz hochhebt und als Denkmal für die Opfer des Erdbebens 1988 aufgestellt wurde. Der Platz wird durch den Stadtrat von Gjumri gepflegt und ist von neoklassizistischen Bauten umgeben.

## Gebäude
- ehemalige Gjumri Textil Fabrik an der Nordseite.
- Gericht von Gjumri an der Nordwestecke.
- Gjumri Akademie der Künste (Gyumru Arvestneri akadenia) an der Westseite.
- Gjumri Information Technology Center an der Südseite.
- Progress University an der Ostseite.

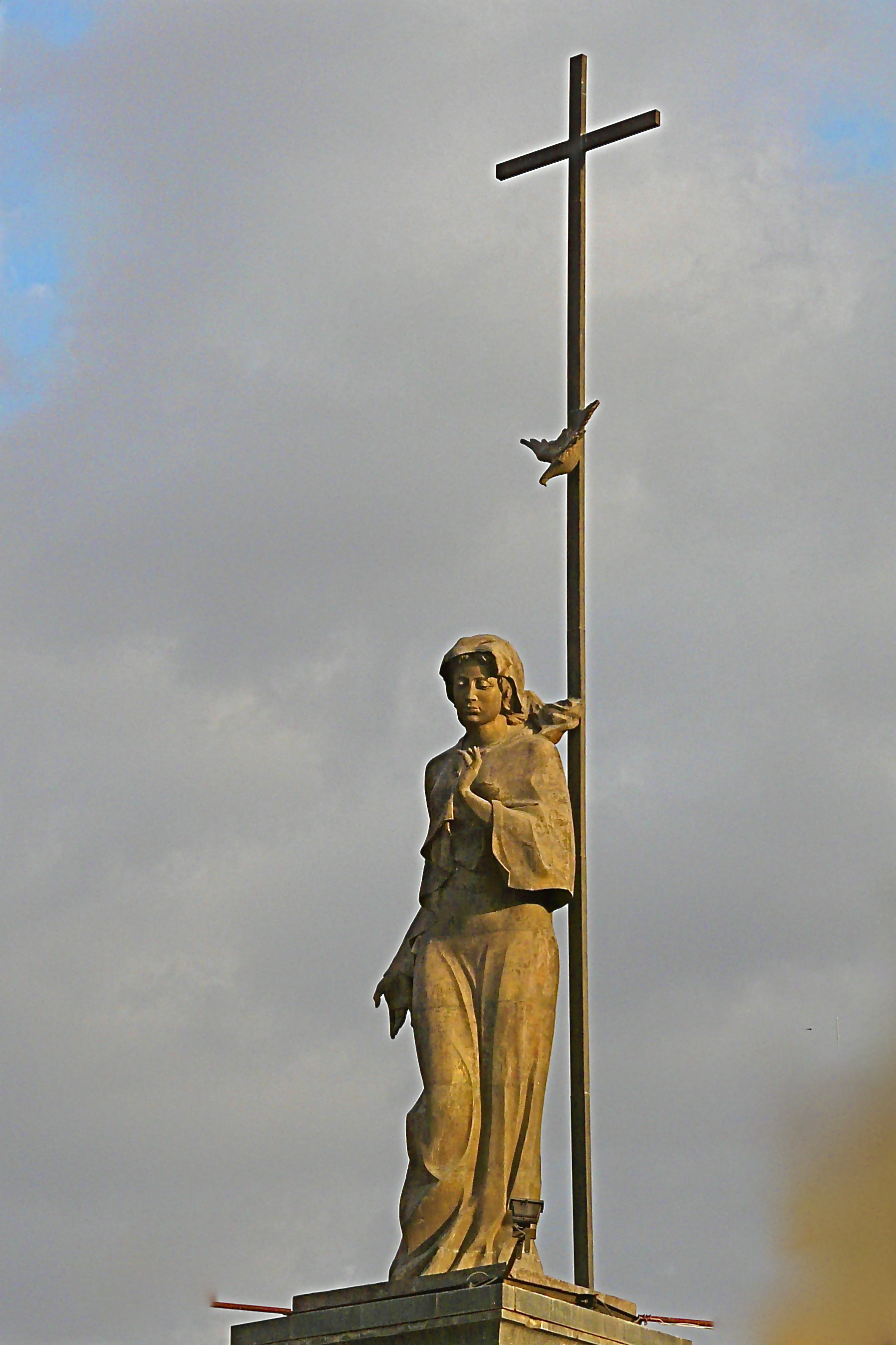
Die Statue des „Armenischen Mädchens“ im Zentrum des Ankachutjan Hraparak
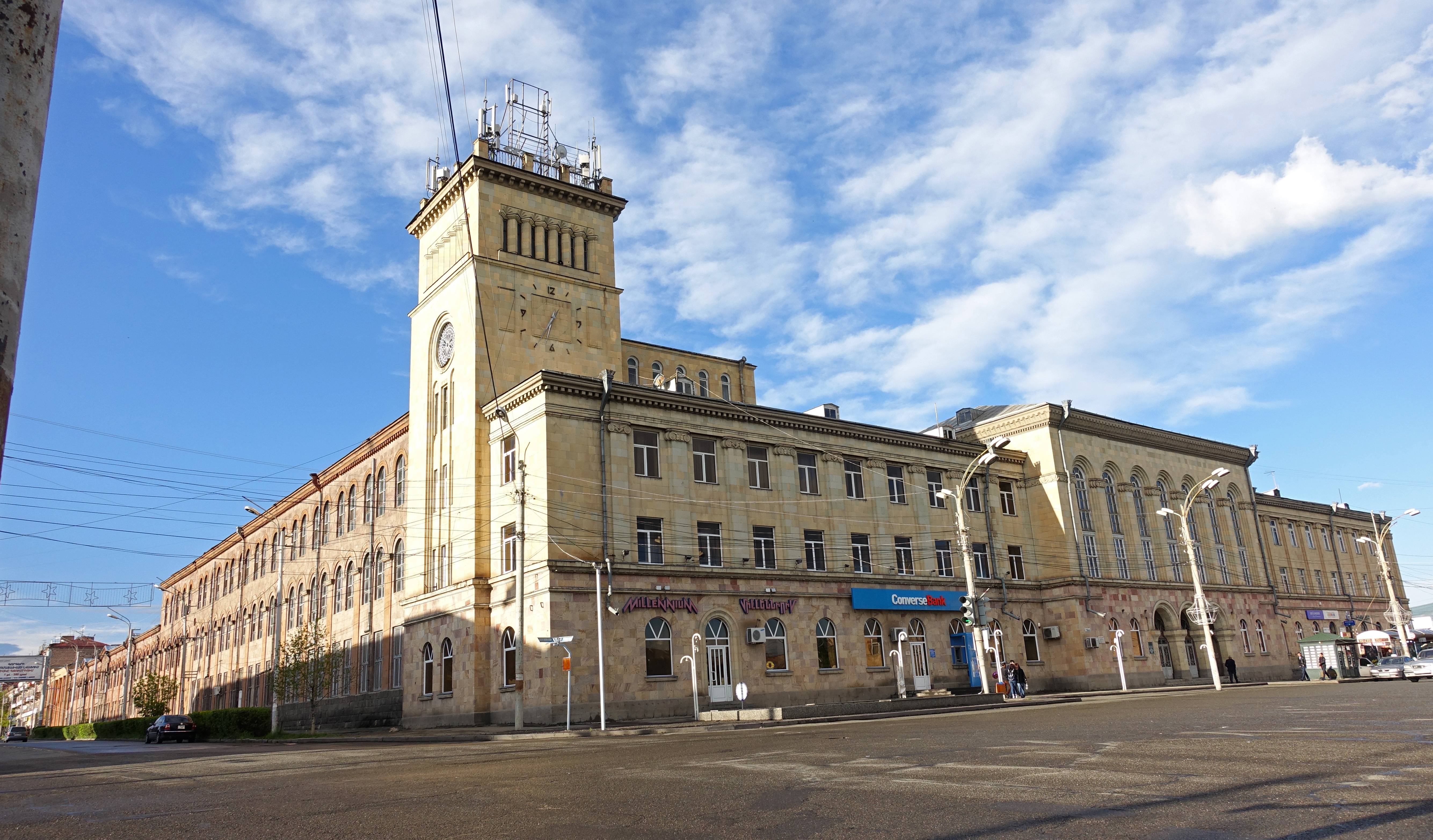
Uhrturm der ehemaligen Textilfabrik
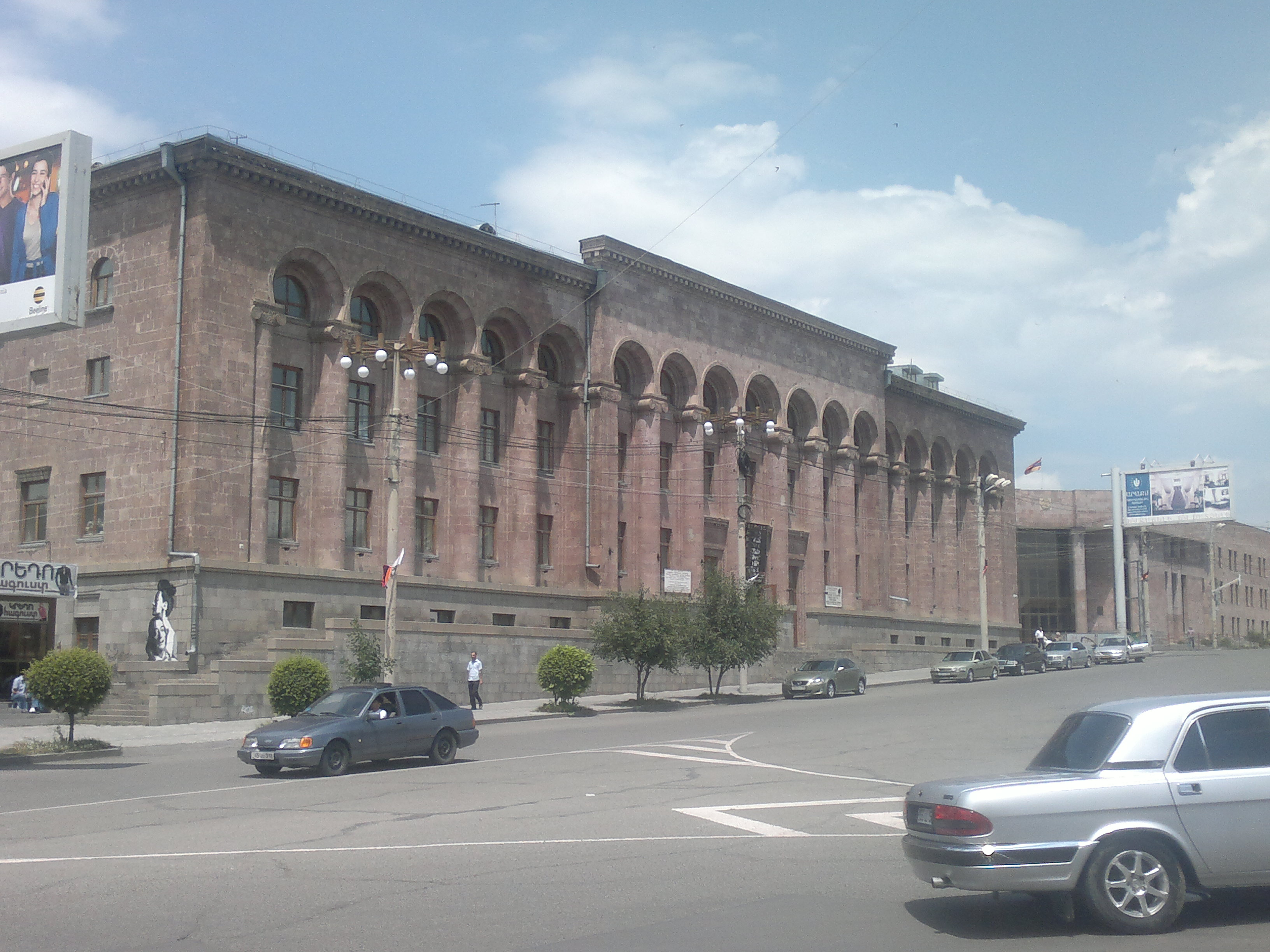
Akademie der Künste
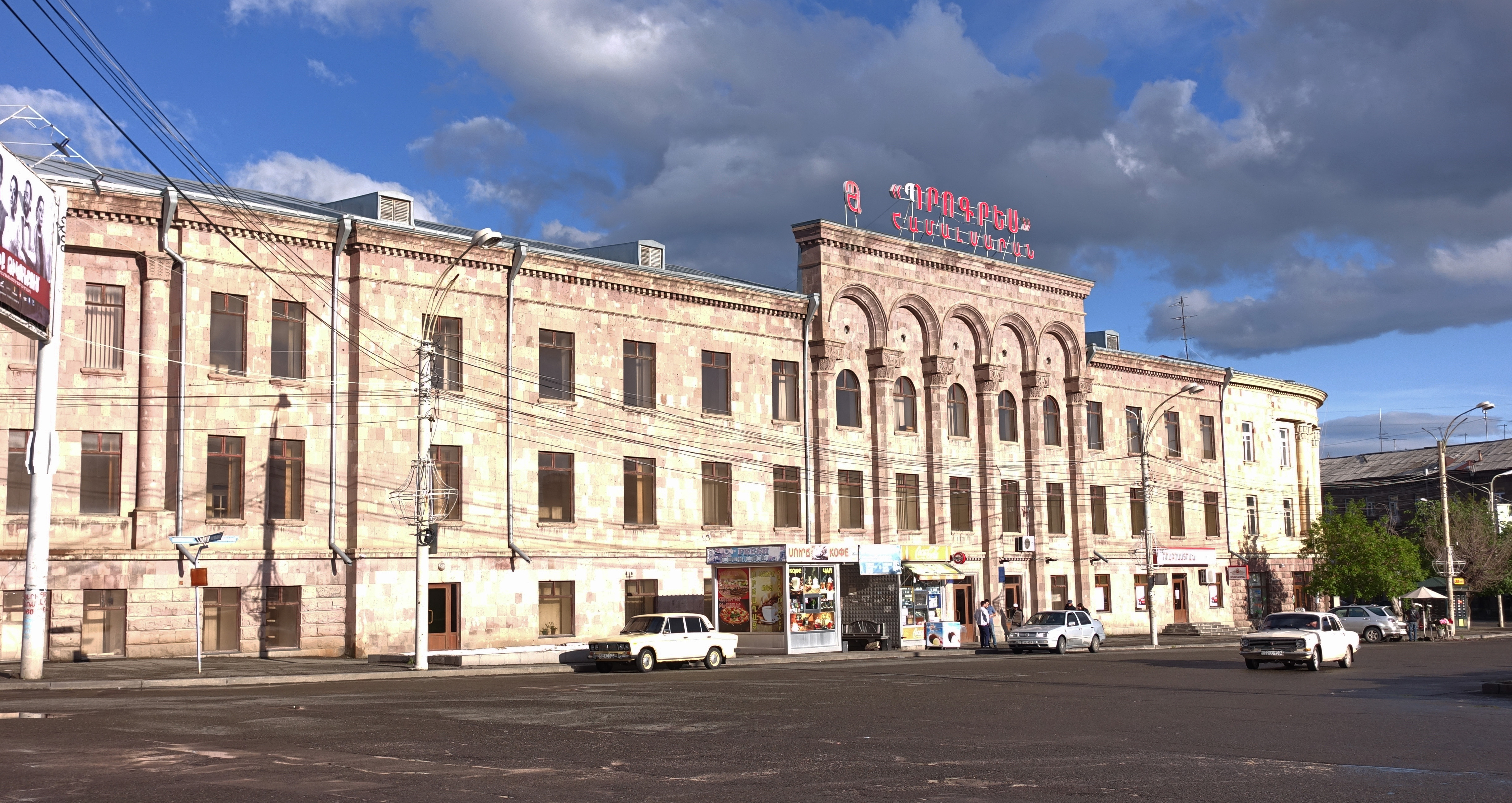
Progress University